# Михаил Деволски
Михаил Деволски (на средногръцки: Μιχαὴλ) е гръцки средновековен писател и епископ на Деволската епархия с център град Девол и областта в днешна Югоизточна Албания от началото на XII век.

## Труд
Михаил Деволски преработва хрониката на Йоан Скилица с редица уточнения и допълнения към онази част от разказа на хрониста, която засяга историята на югозападните български земи през периода 976-1057 г. Добавките на епископ Михаил са общо 66 и са в т. нар. Виенски ръкопис на „Историята“ на Скилица и са направени достояние за историческата наука от сръбския учен Божидар Прокич през 1906 г. Те са ценéни като важен източник за времето на комитопулите, управлението на цар Самуил и падането на България под византийска власт, тъй като дават подробности и поправят някои пропуски на Скилица в описанието на събитията и тяхната хронология. От деволския епископ са известни имената на Самуиловите родители, Никола (известен още и от Германския надпис) и Рипсимия. От неговите добавки историците черпят отчасти уникални сведения за участието на цар Роман и комитопула Арон в битката при Траянови врата през 986 година и за династическия съюз между България и Унгария към последните години на X век, когато Самуиловият син Гаврил Радомир се жени за унгарска княгиня. Михаил Деволски дава и точната дата на кончината на цар Самуил – 6 октомври 1014 г.